# Hans van der Heide
Hans van der Heide  (* 22. Dezember 1958 in Den Helder, Niederlande) ist ein niederländischer Komponist und Musiker.

## Leben
Hans van der Heide studierte Trompete an der Sweelinck Musikhochschule in Amsterdam. Gleich im Anschluss wurde er Solotrompeter bei der Königlichen Militärkapelle (KMK) in Den Haag. Dort war er auch lange Zeit als Hofarrangeur tätig. Von der Königlichen Musikschule in Den Haag erhielt er ein weiteres Diplom als Kapellmeister. Weitere Studien führten ihn zu Marcel Peeters nach Belgien. Neben dem Arrangieren widmet sich Hans van der Heide nun auch vermehrt dem Komponieren und ist momentan mit einem weiteren Studium bei Klaas de Vries am Rotterdams Conservatorium beschäftigt.

## Werke (Auswahl)
- Festival Overture